# Станимир Лилянов
Станимир Лилянов (псевдоним на Стефан Христов Рашенов) е български писател, юрист и политик.

## Биография
Роден е на 25 август 1896 г. в Дряново. Гимназия учи в Габрово и Русе. Завършва право в Софийския държавен университет.
От 1918 г. е член на Българската работническа социалдемократическа партия (БРСДП).
През 1915 – 1918 г. участва в Първата световна война (1914 – 1918) и във Войнишкото въстание (1918).
Работи като юрист в Русе (1920 – 1925) и след 1925 г. – в София. Защитава Гео Милев по делото за поемата „Септември“. Участва в Отечествената война като доброволец (1944 – 1945). След Деветосептемврийския преврат е юрисконсулт в ЦК на БКП.
В периода 1954 – 1957 г. е директор на издателство „Български писател“, а през 1958 г. на издателство „Техника“. Автор е на разкази, повести, очерци.
За пръв път печата в списание „Нов път“. Сътрудничи предимно на списание „Наковалня“.
Умира на 18 февруари 1973 г.

## Избрана библиография
- „В низините. Страници от спомени. Изпепелени огнища. Побратимци. Преходно време“. София: Български писател, 1986. 280 с.
- „Към победата. Очерки и разкази за Отечествената война“. София: Издание на съюза на бойците против фашизма, 1958. 262 с.
- „Ламя“. София: Ясна поляна, 1925. 74 с.
- „Побратимци. Избрани разкази“. София: Български писател, 1971.
- „Преходно време“. София: Български писател, 1954. 229 с.

## За него
- Тодоров А. Станимир Лилянов на 60 години. – „Септември“, 1956, кн. 2.
- Хаджиилиев Д. Към победа. – „Народна борба“, 1948, бр. 16.